# II Koncert na róg (KV 417)
II Koncert na róg Es-dur KV 417 – Koncert na róg i orkiestrę skomponowany przez Wolfganga Amadeusa Mozarta, ukończony w 1783. Zadedykowany Jozephowi Leutgebowi (przyjacielowi Mozarta, handlarzowi serami i grającemu na rogu).

## CzęściKoncertu
1. Allegro maestoso
2. Andante
3. Rondo: Più allegro